# Dănuț Moldovan
Dănuț Ion Moldovan (Bucarest, Rumanía, 18 de marzo de 1991) es un deportista rumano que compite en bobsleigh en la modalidad doble. Desde el año 2016 compite bajo la bandera de Austria.
Ganó dos medallas en el Campeonato Mundial de Bobsleigh, plata en 2021 y bronce en 2016, y dos medallas en el Campeonato Europeo de Bobsleigh, plata en 2016 y bronce en 2017.
Participó en dos Juegos Olímpicos de Invierno, en los años 2014 y 2018, ocupando el séptimo lugar en Pyeongchang 2018, en la prueba cuádruple.

## Palmarés internacional
| Representando a Austria |                       |                   |           |
| Campeonato Mundial      |                       |                   |           |
| Año                     | Lugar                 | Medalla           | Prueba    |
| 2016                    | Igls (Austria)        | Medalla de bronce | Equipo    |
| 2021                    | Altenberg (Alemania)  | Medalla de plata  | Cuádruple |
| Campeonato Europeo      |                       |                   |           |
| Año                     | Lugar                 | Medalla           | Prueba    |
| 2016                    | Sankt Moritz (Suiza)  | Medalla de plata  | Cuádruple |
| 2017                    | Winterberg (Alemania) | Medalla de bronce | Cuádruple |